# Сан-Мартино-ди-Лупари
Сан-Мартино-ди-Лупари (итал. San Martino di Lupari) — коммуна в Италии, располагается в провинции Падуя области Венеция.
Население составляет 11 424 человека, плотность населения составляет 476 чел./км². Занимает площадь 24 км². Почтовый индекс — 35018. Телефонный код — 049.
Покровителем коммуны почитается святитель Мартин Турский, празднование 11 ноября.